# The Portable Door
The Portable Door es una película de comedia, aventuras y fantasía de 2023 dirigida por Jeffrey Walker y protagonizada por Patrick Gibson, Sophie Wilde, Sam Neill y Christoph Waltz. El guion de Leon Ford se basa en la novela de 2003 del mismo nombre, la primera de la serie JW Wells & Co. de Tom Holt . Una coproducción entre The Jim Henson Company y Story Bridge Films, la película fue estrenada en cines en Australia el 23 de marzo de 2023 por Madman Entertainment, antes de transmitirse en Stan a partir del 7 de abril de 2023.

## Sinopsis
Paul Carpenter y Sophie Pettingel son pasantes humildes que comienzan a trabajar en la misteriosa firma londinense JW Wells & Co. y se vuelven cada vez más conscientes de que sus empleadores son todo menos convencionales. Los villanos carismáticos Humphrey Wells, el director ejecutivo de la empresa, y el gerente intermedio Dennis Tanner están revolucionando el mundo de la magia al llevar la estrategia corporativa moderna a las antiguas prácticas mágicas, y Paul y Sophie descubren la verdadera agenda de la gran corporación.

## Reparto
- Patrick Gibson como Paul Carpenter
- Sophie Wilde como Sophie Pettingel
- Christoph Waltz como Humphrey Wells
- Sam Neill como Dennis Tanner
- Miranda Otto como la condesa Judy
- Rachel House como Nienke Van Spee
- Jessica De Gouw como Rosie Tanner
- Chris Pang como Casimiro
- Damon Herriman como Monty Smith-Gregg
- Christopher Sommers como Arthur Tanner

## Producción
En 2013, The Jim Henson Company y Story Bridge Films comenzaron a desarrollar el proyecto. En febrero de 2020, se anunció que Jeffrey Walker dirigiría la adaptación del primer libro de la serie de libros de fantasía de siete partes de Tom Holt a partir de un guion escrito por Leon Ford con Christoph Waltz y Guy Pearce como protagonistas. La película fue producida por Blanca Lista para The Jim Henson Company y por Todd Fellman para Story Bridge Films. En mayo de 2021, se anunció el elenco, que incluye a Waltz, Sam Neill (reemplazando a Pearce), Patrick Gibson, Sophie Wilde y Miranda Otto, y la producción está programada para comenzar en Pinnacle Studios en Gold Coast, Queensland.

## Estreno
The Portable Door fue estrenada en cines en Australia el 23 de marzo de 2023 por Madman Entertainment. La película comenzó a transmitirse el 7 de abril de 2023 en Australia en Stan y en el Reino Unido en Sky Cinema y Now, y al día siguiente en los Estados Unidos en MGM+.